# Orectognathus echinus
Orectognathus echinus é uma espécie de formiga do gênero Orectognathus, pertencente à subfamília Myrmicinae.